# Чемпіонат НДР з хокею 1973—1974
Чемпіонат НДР з хокею 1974 — чемпіонат НДР, чемпіоном став клуб «Динамо» (Вайсвассер) 21-й титул.

## Таблиця
| М  | Команда               | І | Пер | Н | Пор | Ш     | О  |
| -- | --------------------- | - | --- | - | --- | ----- | -- |
| 1. | «Динамо» (Вайсвассер) | 8 | 6   | 0 | 2   | 33:28 | 12 |
| 2. | СК «Динамо» (Берлін)  | 8 | 2   | 0 | 6   | 28:33 | 4  |

Скорочення: М = підсумкове місце, І = ігри, Пер = перемоги, Н = нічиї, Пор = поразки, Ш = закинуті та пропущені шайби, О = набрані очки

## Матчі
- «Динамо» (Вайсвассер) — СК «Динамо» (Берлін) 4:2
- «Динамо» (Вайсвассер) — СК «Динамо» (Берлін) 3:2
- СК «Динамо» (Берлін) — «Динамо» (Вайсвассер) 3:6
- СК «Динамо» (Берлін) — «Динамо» (Вайсвассер) 2:3
- СК «Динамо» (Берлін) — «Динамо» (Вайсвассер) 4:3
- «Динамо» (Вайсвассер) — СК «Динамо» (Берлін) 6:4
- «Динамо» (Вайсвассер) — СК «Динамо» (Берлін) 6:2
- СК «Динамо» (Берлін) — «Динамо» (Вайсвассер) 2:1